# Trung tâm Hội nghị Hoàn Vũ
Trung tâm Hội nghị Hoàn Vũ (tiếng Anh: Crown Convention Center) tại Diamond Bay Resort, trên đại lộ Nguyễn Tất Thành, thành phố Nha Trang, tỉnh Khánh Hòa. Đây là nơi diễn ra lễ đăng quang của cuộc thi Hoa hậu Hoàn vũ 2008, được hoàn thành chỉ sau bốn tháng xây dựng, khánh thành vào ngày 30 tháng 6 năm 2008. Nó còn là nơi diễn ra cuộc thi Hoa hậu Hoàn vũ Việt Nam 2015, Hoa hậu Hoàn vũ Việt Nam 2017 và Hoa hậu Hoàn vũ Việt Nam 2019.

## Quy mô
Cung trình diễn có diện tích hơn 10.000 mét vuông. Sân khấu trong cung trình diễn có diện tích rộng khoảng 1500 mét vuông. Chi phí xây dựng cung trình diễn này là khoảng 9,8 triệu đô la Mỹ, trong đó phần âm thanh, ánh sáng mất 2,8 triệu đô la Mỹ. Sức chứa của cung trình diễn là 7500 người. Vì đây là công trình để phục vụ cho một cuộc thi mang tầm cỡ quốc tế như Hoa hậu Hoàn vũ nên mọi yêu cầu về kĩ thuật, đặc biệt độ an toàn là vấn đề được đơn vị thi công quan tâm hàng đầu. Vì thế ban tổ chức của cuộc thi Hoa hậu Hoàn vũ 2008 đã thuê các chuyên gia nước ngoài để duyệt thiết kế, phương án thi công và giám sát về các tiêu chuẩn kĩ thuật.
Bên ngoài cung trình diễn là khu vực nghỉ ngơi, ăn uống, phía bên cạnh là Trung tâm báo chí với diện tích 10.000 mét vuông, kế đó sẽ là 2 bãi đậu xe có diện tích 17.000 mét vuông và 6.000 mét vuông. Ngoài ra còn có một hệ thống gồm điện, nước, chiếu sáng, điều hòa nhiệt độ cho toàn thể công trình.

## Sự kiện quan trọng
- 2008: Hoa hậu Hoàn vũ Việt Nam 2008 khoảng 1000 người xem trực tiếp
- 2008: Hoa hậu Hoàn vũ 2008 khoảng hơn 7500 người xem trực tiếp
- 2015: Hoa hậu Hoàn vũ Việt Nam 2015 khoảng 3000 người xem
- 2017: Hoa hậu Hoàn vũ Việt Nam 2017 khoảng dưới 3000 người xem
- 2019: Hoa hậu Hoàn vũ Việt Nam 2019 khoảng hơn 3000 người xem